# Maarten van der Linden
Everwijn Johan Maarten (Maarten) van der Linden (Voorburg, 9 maart 1969) is een voormalige roeier. Hij vertegenwoordigde Nederland tweemaal achter elkaar op de Olympische Spelen en won hierbij één medaille.

## Biografie
In 1996 maakte hij met zijn olympisch debuut op de Spelen van Atlanta. Met zijn roeipartner Pepijn Aardewijn won hij een zilveren medaille op de lichte dubbeltwee. Met een tijd van 6.26,48 eindigden ze achter Zwitserland (goud) en voor Australië (brons). Vier jaar later op de Olympische Spelen van 2000 in Sydney behaalde hij met Pepijn Aardewijn in de B-finale een zesde plaats op de lichte dubbeltwee. Met hun tijd van 6.40,18 eindigden ze twaalfde overall.
Van der Linden is aangesloten bij de Delftse studentenroeivereniging D.S.R.V. Laga.

## Palmares

### Roeien (lichte dubbeltwee)
- 1995: 7e WK - 6.45,84
- 1996:  OS - 6:26.48
- 1998: 9e Wereldbeker II - 6.38,09
- 1998: 6e Wereldbeker III - 7.37,84
- 1998: 5e WK - 6.29,42
- 1999: 4e Wereldbeker I - 6.34,51
- 1999: 4e Wereldbeker II - 7.01,09
- 1999: 12e Wereldbeker III - 6.37,34
- 1999: 8e WK - 6.20,84
- 2000: 12e OS - 6.40,18

### Roeien (lichte dubbelvier)
- 1994: 10e WK - 6.01,74

Maarten van der Linden · 
Pepijn Aardewijn
Maarten van der Linden · 
Pepijn Aardewijn